# آرامگاه زین‌العابدین
مقبره زین‌العابدین مربوط به دوره قاجار است و در بابل، خیابان امام خمینی، محله پنج‌شنبه بازار واقع شده و این اثر در تاریخ ۲۴ اسفند ۱۳۸۳ با شمارهٔ ثبت ۱۱۵۲۸ به‌عنوان یکی از آثار ملی ایران به ثبت رسیده است.